# Live a Little
Live a Little ist ein Album von Sam Gendel und Antonia Cytrynowicz. Die 2021 entstandenen Aufnahmen erschienen im Mai 2022 auf dem Label Psychic Hotline.

## Hintergrund
Live a Little von Sam Gendel und Antonia Cytrynowicz ist eine Sammlung von Songs, die an einem Spätsommernachmittag in Gendels Haus in Los Angeles entstanden sind. Die zehn Tracks auf dem Album wurden größtenteils in einer Session aufgenommen, vollständig improvisiert, in der Reihenfolge, in der sie entstanden; „es war das erste und letzte Mal, dass die Songs gespielt wurden – eine Momentaufnahme einer Idee, ein Artefakt der Inspiration, Anfang und Ende zugleich,“ hieß es in den Liner Notes.
Zum Zeitpunkt der Aufnahme war Antonia Cytrynowicz erst elf Jahre alt, die jüngere Schwester von Gendels Lebensgefährtin und kreativer Partnerin Marcella. Sie hat keine formale musikalische Ausbildung, sondern ist das Produkt einer kreativen Familie. Bei Live a Little schuf sie alle Melodien und Texte spontan, während Gendel an ihrer Seite spielte. Gendel erinnert sich, dass er eines Tages zum ersten Mal von ihrer Musikalität beeindruckt war, als man sich im Hinterhof des Hauses ihrer Familie versammelt hatte; sie improvisierte eine seltsame, aber schon ausgeformte kleine Komposition. Die Melodie beeindruckte Gendel – er zückte sein iPhone und ließ sie hineinsingen, dann orchestrierte er später eine kunstvolle, vollständig ausgearbeitete Instrumentierung um die Sprachnotiz. Auch die anschließende Studio-Session verlief wie von selbst – keine Diskussion, kein Plan, keine Ambitionen. Gendel bewundert Cytrynowicz’ „höchste [musikalische] Offenheit“ und erklärte: „Was auch immer passiert, sie ist bei dir. Wir treffen uns wirklich dort, wo wir sind. Sie ist ganz Ohr, ich bin ganz Ohr. Ich weiß nicht einmal, wie ich erklären soll, was es ist. Es klappt[e] einfach irgendwie.“
Danach beschäftigte sich Gendel eine Woche lang in seinem Studio mit den Aufnahmen, fügte der ersten Session Teilspuren hinzu und formte daraus das Endprodukt.
Cytrynowicz’ Improvisationen decke ein lyrisches Gebiet ab, das allgemein als die Domäne der Älteren angesehen werde, schrieb Daniel Felsenthal. Die meisten ihrer Songs durchdenken den Reiz und die Fallstricke der Intimität: „When you come by me/I wonder if I should like it/Oder if I should not like it/There is no telling.“ (Wenn du bei mir vorbeikommst / Ich frage mich, ob es mir gefallen sollte / Oder, ob es mir nicht gefallen sollte / Es ist nicht abzusehen). Manchmal reflektiert sie die physischen Dimensionen der Liebe: „When you touch me / When I like you / When you love saying / You are ready.“ („Wenn du mich berührst / Wenn ich dich mag / Wenn du es liebst zu sagen / Du bist bereit“).
Ein weiteres Stück ihrer Zusammenarbeit dokumentiert die im November 2022 erschienene Single "Without a Scare".

## Titelliste
- Sam Gendel & Antonia Cytrynowicz: Live a Little (Psychic Hotline)[3]

1. Theres's No Telling 2:38
2. A Sign 2:57
3. Wondering, Waiting 3:15
4. Something Real 4:28
5. Treasure That I Treasure 3:38
6. Seconds Rolling By 3:44
7. Blind 4:26
8. Lightly 3:47
9. Leap 4:07
10. Clouds in Me 2:31

Alle Songs wurden geschrieben von Sam Gendel & Antonia Cytrynowicz; alle Liedtexte wurden von Antonia Cytrynowicz improvisiert.

## Rezeption
Nach Ansicht von Daniel Felsenthal, der das Album Live a Little in Pitchfork Media vorstellte, verleiht die Sängerin Antonia Cytrynowicz der pop-orientierten Mischung aus Improvisationen und Studio-Overdubs von Sam Gendel eine unheimliche Präsenz. Das geschehe dadurch, dass der Umfang und die Klangfarbe einer kindlichen Stimme transformiert werde. Wenn man sich Live a Little anhöre, ohne Antonias Alter zu kennen, könne man denken, Gendel habe einfach eine erwachsene Mitarbeiterin mit einem natürlichen Sinn für Melodien, einer modernen musikalischen Sensibilität und einer fast übersinnlichen Fähigkeit gefunden. Cytrynowicz’ Phrasierung auf „Clouds in Me“ mache das Schlussstück des Albums zu einem Ohrwurm; ihre Darbietung bei „Lightly“ und „Treasure That I Treasure“ sei voller Gefühl.
Cytrynowicz’ romantisches Nachdenken laufe einer Kultur zuwider, die Kindern oft ein Innenleben verweigere, abgesehen von unternehmensbezogenen, geschlechtsspezifischen und vorzensierten Bildern, so  Felsenthal weiter. Das seltsame Paar im Kern von Live a Little scheint eine besondere Rüge einer Gesellschaft zu sein, die durch Kategorisierung herablsssend urteile – ob sie Kindern Kultur oder vorhersehbaren Karrierewegen improvisierenden Musikern vorschreibt. Live a Little stelle Spielereien auf den Kopf. Gendel und Cytrynowicz würden hier „eine Oase für sich selbst und errichten ihre kreativen Instinkte aus einer bevormundenden Welt zurückfordern“.
Die Ergebnisse der Session seien hinreißend, lobte Chris DeVille in Stereogum. Cytrynowicz singe mit charmanter Indie-Pop-Unvollkommenheit, aber auch echter Präsenz und einem natürlichen Talent für Melodien. Gendels benommene, schattige Begleitung würde eine ähnliche Balance zwischen einem grob gehauenen Do It Yourself-Ethos und einem unübersehbaren hypnotisierenden Talent schaffen. Dies sei alles viel, viel besser, als man es erwarten könnte.